# Godshuis Sint-Trudo

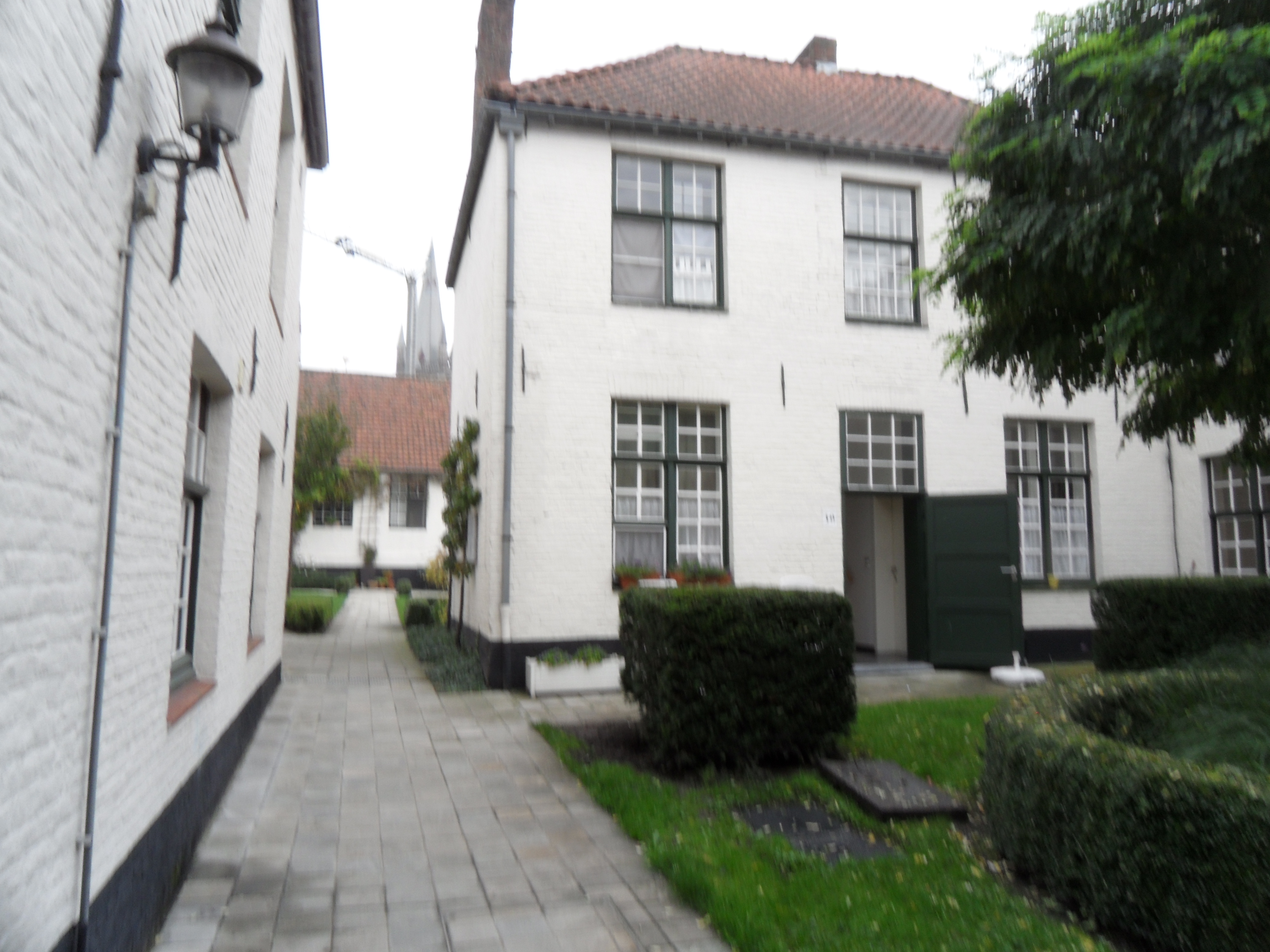
Binnenzicht Sint-Trudogodshuis

Het godshuis Sint-Trudo in Brugge, Garenmarkt 23-25, is een geheel van gebouwen dat opklimt tot de vijftiende eeuw.

## Geschiedenis
In de vijftiende eeuw werd op deze plek een refugehuis gebouwd voor de Gentse Sint-Baafsabdij. In 1566 werd het aangekocht door de zusters van de Sint-Trudoabdij in Assebroek, die moesten vluchten naar het veiliger Brugge. Ze breidden weldra hun klooster uit door de aankoop van het ernaast gelegen voormalig klooster van de Staelijzerbroeders. 
Als nationaal goed in 1796 in overheidshanden terechtgekomen, werd het voormalig refugehuis afgesplitst van de rest van het klooster, werd eigendom van de Commissie van Burgerlijke godshuizen en toevertrouwd aan de "dis" van de Heilige Magdalenakerk, die er in 1808 een godshuis van maakte.
De eerste grote verbouwing gebeurde in 1921, onder de leiding van architect René Cauwe. De binnenruimten werden heringericht tot twaalf woningen, gelegen rond twee met elkaar verbonden binnentuinen. Ook na de nieuwe ingrepen en restauraties van begin eenentwintigste eeuw bleef het aantal wooneenheden gelijk.
Wat nog overblijft van het gebouw uit de vijftiende-zestiende eeuw bevindt zich aan de straatkant. Aan de tuinzijde bevindt zich een open galerij bestaande uit twee bakstenen tudorbogen op kalkstenen middenzuil en een steekboogpoort met links afgeschuinde hoek.
Het godshuis Sint-Trudo is beschermd als monument sinds 1998.